# Hộp Cornell

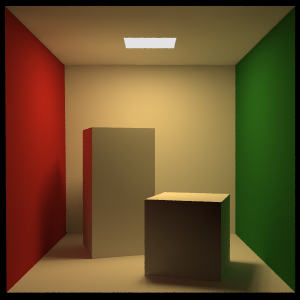
Hộp Cornell tiêu chuẩn được kết xuất bằng POV-Ray

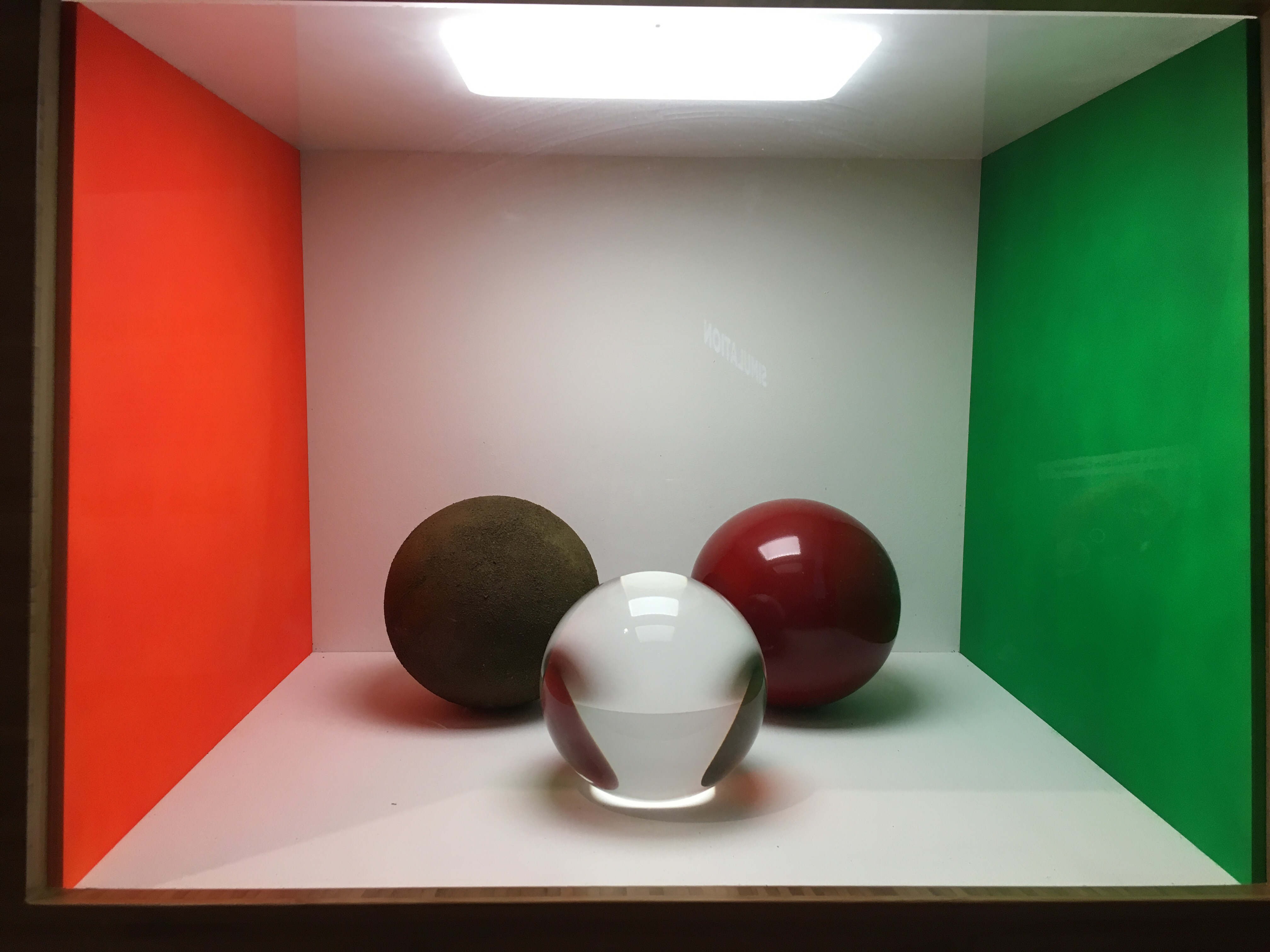
Hộp Cornell với 3 quả bóng để mô hình cách các vật liệu khác nhau phản xạ ánh sáng.

Hộp Cornell là một thử nghiệm nhằm xác định độ chính xác của phần mềm kết xuất bằng cách so sánh cảnh được hiển thị với một bức ảnh thực tế của cùng một cảnh, và nó đã trở thành mô hình thử nghiệm 3D thông dụng. Nó được tạo bởi Cindy M. Goral, Kenneth E. Torrance, Donald P. Greenberg và Bennett Battaile tại Chương trình đồ họa máy tính của Đại học Cornell cho bài báo của họ Mô hình hóa tương tác ánh sáng giữa các bề mặt khuếch tán được xuất bản và trình bày tại SIGGRAPH'84.
Một mô hình vật lý của hộp được tạo ra và chụp ảnh bằng camera CCD. Các cài đặt chính xác sau đó được đo từ hiện trường: phổ phát xạ của nguồn sáng, phổ phản xạ của tất cả các bề mặt, vị trí và kích thước chính xác của tất cả các vật thể, tường, nguồn sáng và camera.
Cảnh tương tự sau đó được sao chép trong trình kết xuất đồ họa và tệp đầu ra được so sánh với ảnh.
Môi trường cơ bản bao gồm:
- Một nguồn sáng ở giữa trần trắng
- Một bức tường màu xanh lá cây bên phải
- Một bức tường màu đỏ bên trái
- Một bức tường màu trắng phía sau
- Một sàn trắng

Các đối tượng thường được đặt bên trong hộp. Các vật thể đầu tiên được đặt bên trong môi trường là hai hộp màu trắng. Một phiên bản phổ biến khác được sử dụng lần đầu tiên để kiểm tra ánh xạ photon bao gồm hai hình cầu: một mặt có bề mặt gương hoàn hảo và một mặt kính.
Các tính chất vật lý của hộp được thiết kế để hiển thị sự khuếch tán liên tục. Ví dụ, một số ánh sáng nên phản xạ ra khỏi các bức tường màu đỏ và màu xanh lá cây và bật lên các bức tường trắng, vì vậy một phần của các bức tường trắng sẽ xuất hiện hơi đỏ hoặc xanh lá cây.
Ngày nay, hộp Cornell thường được sử dụng để chứng minh các trình kết xuất theo cách tương tự như chú thỏ Stanford và ấm trà Utah; các nhà khoa học máy tính thường sử dụng khung cảnh chỉ cho các thuộc tính trực quan của nó mà không so sánh nó với dữ liệu thử nghiệm từ một mô hình vật lý.